# Tour de France 2019 – 10. etap
10. etap kolarskiego wyścigu Tour de France 2019 odbył się 15 lipca na trasie liczącej 217,5 km. Start etapu miał miejsce w Saint-Flour, a meta w Albi.

## Klasyfikacja etapu
| \| Klasyfikacja etapu \| Klasyfikacja etapu \| Klasyfikacja etapu \| Klasyfikacja etapu \| Klasyfikacja etapu \| \| Kolarz \| Kolarz \| Państwo \| Drużyna \| Czas \| \| ------------------ \| ------------------ \| ------------------ \| --------------------- \| ------------------ \| \| 1. \| Wout van Aert \| Belgia \| Team Jumbo-Visma \| 4h 49' 39" \| \| 2. \| Elia Viviani \| Włochy \| Deceuninck-Quick Step \| + 0" \| \| 3. \| Caleb Ewan \| Australia \| Lotto-Soudal \| + 0" \| \| 4. \| Michael Matthews \| Australia \| Team Sunweb \| + 0" \| \| 5. \| Peter Sagan \| Słowacja \| Bora-Hansgrohe \| + 0" \| \| 6. \| Jasper Philipsen \| Belgia \| UAE Team Emirates \| + 0" \| \| 7. \| Sonny Colbrelli \| Włochy \| Bahrain-Merida \| + 0" \| \| 8. \| Matteo Trentin \| Włochy \| Mitchelton-Scott \| + 0" \| \| 9. \| Oliver Naesen \| Belgia \| AG2R La Mondiale \| + 0" \| \| 10. \| Greg Van Avermaet \| Belgia \| CCC Team \| + 0" \| |                   |           |                       |            |
| |                   |           |                       |            |
| Źródło: ProCyclingStats |                   |           |                       |            |
| Klasyfikacja etapu |                   |           |                       |            |
| Kolarz | Kolarz            | Państwo   | Drużyna               | Czas       |
| 1. | Wout van Aert     | Belgia    | Team Jumbo-Visma      | 4h 49' 39" |
| 2. | Elia Viviani      | Włochy    | Deceuninck-Quick Step | + 0"       |
| 3. | Caleb Ewan        | Australia | Lotto-Soudal          | + 0"       |
| 4. | Michael Matthews  | Australia | Team Sunweb           | + 0"       |
| 5. | Peter Sagan       | Słowacja  | Bora-Hansgrohe        | + 0"       |
| 6. | Jasper Philipsen  | Belgia    | UAE Team Emirates     | + 0"       |
| 7. | Sonny Colbrelli   | Włochy    | Bahrain-Merida        | + 0"       |
| 8. | Matteo Trentin    | Włochy    | Mitchelton-Scott      | + 0"       |
| 9. | Oliver Naesen     | Belgia    | AG2R La Mondiale      | + 0"       |
| 10. | Greg Van Avermaet | Belgia    | CCC Team              | + 0"       |

## Klasyfikacje po etapie

### Klasyfikacja generalna(Maillot Jaune)
| \| Klasyfikacja generalna \| Klasyfikacja generalna \| Klasyfikacja generalna \| Klasyfikacja generalna \| Klasyfikacja generalna \| \| Kolarz \| Kolarz \| Państwo \| Drużyna \| Czas \| \| ---------------------- \| ---------------------- \| ---------------------- \| ---------------------- \| ---------------------- \| \| 1. \| Julian Alaphilippe \| Francja \| Deceuninck-Quick Step \| 43h 27' 15" \| \| 2. \| Geraint Thomas \| Wielka Brytania \| Team Ineos \| + 1' 12" \| \| 3. \| Egan Bernal \| Kolumbia \| Team Ineos \| + 1' 16" \| \| 4. \| Steven Kruijswijk \| Holandia \| Team Jumbo-Visma \| + 1' 27" \| \| 5. \| Emanuel Buchmann \| Niemcy \| Bora-Hansgrohe \| + 1' 45" \| \| 6. \| Enric Mas \| Hiszpania \| Deceuninck-Quick Step \| + 1' 46" \| \| 7. \| Adam Yates \| Wielka Brytania \| Mitchelton-Scott \| + 1' 47" \| \| 8. \| Nairo Quintana \| Kolumbia \| Movistar Team \| + 2' 04" \| \| 9. \| Daniel Martin \| Irlandia \| UAE Team Emirates \| + 2' 09" \| \| 10. \| Giulio Ciccone \| Włochy \| Trek-Segafredo \| + 2' 32" \| |                    |                 |                       |             |
| |                    |                 |                       |             |
| Źródło: ProCyclingStats |                    |                 |                       |             |
| Klasyfikacja generalna |                    |                 |                       |             |
| Kolarz | Kolarz             | Państwo         | Drużyna               | Czas        |
| 1. | Julian Alaphilippe | Francja         | Deceuninck-Quick Step | 43h 27' 15" |
| 2. | Geraint Thomas     | Wielka Brytania | Team Ineos            | + 1' 12"    |
| 3. | Egan Bernal        | Kolumbia        | Team Ineos            | + 1' 16"    |
| 4. | Steven Kruijswijk  | Holandia        | Team Jumbo-Visma      | + 1' 27"    |
| 5. | Emanuel Buchmann   | Niemcy          | Bora-Hansgrohe        | + 1' 45"    |
| 6. | Enric Mas          | Hiszpania       | Deceuninck-Quick Step | + 1' 46"    |
| 7. | Adam Yates         | Wielka Brytania | Mitchelton-Scott      | + 1' 47"    |
| 8. | Nairo Quintana     | Kolumbia        | Movistar Team         | + 2' 04"    |
| 9. | Daniel Martin      | Irlandia        | UAE Team Emirates     | + 2' 09"    |
| 10. | Giulio Ciccone     | Włochy          | Trek-Segafredo        | + 2' 32"    |

### Klasyfikacja punktowa(Maillot Vert)
| Klasyfikacja punktowa | Klasyfikacja punktowa | Klasyfikacja punktowa | Klasyfikacja punktowa | Klasyfikacja punktowa |
| Kolarz                | Kolarz                | Państwo               | Drużyna               | Punkty                |
| --------------------- | --------------------- | --------------------- | --------------------- | --------------------- |
| 1.                    | Peter Sagan           | Słowacja              | Bora-Hansgrohe        | 229 pkt               |
| 2.                    | Michael Matthews      | Australia             | Team Sunweb           | 167 pkt               |
| 3.                    | Elia Viviani          | Włochy                | Deceuninck-Quick Step | 153 pkt               |
| 4.                    | Sonny Colbrelli       | Włochy                | Bahrain-Merida        | 151 pkt               |
| 5.                    | Jasper Stuyven        | Belgia                | Trek-Segafredo        | 105 pkt               |
| 6.                    | Matteo Trentin        | Włochy                | Mitchelton-Scott      | 101 pkt               |
| 7.                    | Caleb Ewan            | Australia             | Lotto-Soudal          | 98 pkt                |
| 8.                    | Greg Van Avermaet     | Belgia                | CCC Team              | 94 pkt                |
| 9.                    | Julian Alaphilippe    | Francja               | Deceuninck-Quick Step | 75 pkt                |
| 10.                   | Dylan Groenewegen     | Holandia              | Team Jumbo-Visma      | 66 pkt                |

### Klasyfikacja górska(Maillot à Pois Rouges)
| Klasyfikacja górska | Klasyfikacja górska | Klasyfikacja górska | Klasyfikacja górska        | Klasyfikacja górska |
| Kolarz              | Kolarz              | Państwo             | Drużyna                    | Punkty              |
| ------------------- | ------------------- | ------------------- | -------------------------- | ------------------- |
| 1.                  | Tim Wellens         | Belgia              | Lotto-Soudal               | 43 pkt              |
| 2.                  | Thomas De Gendt     | Belgia              | Lotto-Soudal               | 37 pkt              |
| 3.                  | Giulio Ciccone      | Włochy              | Trek-Segafredo             | 30 pkt              |
| 4.                  | Xandro Meurisse     | Belgia              | Wanty-Gobert               | 27 pkt              |
| 5.                  | Natnael Berhane     | Erytrea             | Cofidis, Solutions Crédits | 20 pkt              |
| 6.                  | Dylan Teuns         | Belgia              | Bahrain-Merida             | 13 pkt              |
| 7.                  | Ben King            | Stany Zjednoczone   | Dimension Data             | 13 pkt              |
| 8.                  | Tiesj Benoot        | Belgia              | Lotto-Soudal               | 12 pkt              |
| 9.                  | Daryl Impey         | Południowa Afryka   | Mitchelton-Scott           | 10 pkt              |
| 10.                 | Toms Skujiņš        | Łotwa               | Trek-Segafredo             | 9 pkt               |

### Klasyfikacja młodzieżowa(Maillot Blanc)
| Klasyfikacja młodzieżowa | Klasyfikacja młodzieżowa | Klasyfikacja młodzieżowa | Klasyfikacja młodzieżowa | Klasyfikacja młodzieżowa |
| Kolarz                   | Kolarz                   | Państwo                  | Drużyna                  | Czas                     |
| ------------------------ | ------------------------ | ------------------------ | ------------------------ | ------------------------ |
| 1.                       | Egan Bernal              | Kolumbia                 | Team Ineos               | 43h 28' 31"              |
| 2.                       | Enric Mas                | Hiszpania                | Deceuninck-Quick Step    | + 30"                    |
| 3.                       | Giulio Ciccone           | Włochy                   | Trek-Segafredo           | + 1' 16"                 |
| 4.                       | David Gaudu              | Francja                  | Groupama-FDJ             | + 3' 16"                 |
| 5.                       | Laurens De Plus          | Belgia                   | Team Jumbo-Visma         | + 25' 03"                |
| 6.                       | Gregor Mühlberger        | Austria                  | Bora-Hansgrohe           | + 29' 45"                |
| 7.                       | Maximilian Schachmann    | Niemcy                   | Bora-Hansgrohe           | + 30' 39"                |
| 8.                       | Wout van Aert            | Belgia                   | Team Jumbo-Visma         | + 32' 55"                |
| 9.                       | Tiesj Benoot             | Belgia                   | Lotto-Soudal             | + 35' 14"                |
| 10.                      | Lennard Kämna            | Niemcy                   | Team Sunweb              | + 36' 18"                |

### Klasyfikacja drużynowa(Classement par Équipe)
| Klasyfikacja drużynowa | Klasyfikacja drużynowa | Klasyfikacja drużynowa       | Klasyfikacja drużynowa |
| Drużyna                | Drużyna                | Państwo                      | Czas                   |
| ---------------------- | ---------------------- | ---------------------------- | ---------------------- |
| 1.                     | Movistar Team          | Hiszpania                    | 130h 45' 20"           |
| 2.                     | Trek-Segafredo         | Stany Zjednoczone            | + 1' 30"               |
| 3.                     | Bora-hansgrohe         | Niemcy                       | + 14' 59"              |
| 4.                     | Mitchelton-Scott       | Australia                    | + 15' 31"              |
| 5.                     | AG2R La Mondiale       | Francja                      | + 18' 56"              |
| 6.                     | Groupama-FDJ           | Francja                      | + 19' 04"              |
| 7.                     | Team Jumbo-Visma       | Holandia                     | + 19' 14"              |
| 8.                     | UAE Team Emirates      | Zjednoczone Emiraty Arabskie | + 23' 33"              |
| 9.                     | Ineos                  | Wielka Brytania              | + 25' 53"              |
| 10.                    | EF Education First     | Stany Zjednoczone            | + 32' 27"              |